# 張立 (卓球選手)
張 立（ちょう りつ、ちゃん り、簡体字中国語: 张立、中国語ラテン翻字: Zhāng Lì、1951年5月3日 - 2019年2月13日）は、中華人民共和国の女子卓球選手。1973年から1979年にかけて世界卓球選手権やアジア卓球選手権で活躍し、シングルス、ダブルス、そして団体戦で多数のメダルを獲得した。
ITTF世界ランキングの最高記録は2位であり、1974年12月から1979年1月にかけて獲得した。1978年に中央人民政府体育運動委員会から体育運動栄誉奨章を受章。1978年に第5期全国人民代表大会に選出。1981年から卓球中国代表のアシスタントコーチおよびコーチを務めた。
現役引退後はアメリカ合衆国へ移住し、カリフォルニア州サンノゼで世界卓球アカデミーのコーチを務めた。

## 家族
夫の李振恃は1970年代から80年代にかけて活躍し、世界卓球選手権で複数のメダルを獲得した卓球選手である。娘の李楠もまた1990年代から2000年代にかけて活躍し、世界卓球選手権やワールドカップで複数のメダルを獲得した卓球選手である。